# Акціонерна угода
Акціонерна угода (англ. shareholders' agreement) — це угода, яка укладається між всіма або кількома акціонерами , або між акціонерами (всіма або кількома) і акціонерним товариством, і регулює широкий спектр питань, які пов'язані з управлінням товариством, обігом акцій, рішенням конфліктних ситуацій та іншим.
Згідно законодавства України, а саме ст. 26-1 Закону «Про акціонерні товариства», договір між акціонерами товариства - це договір, предметом якого є реалізація акціонерами - власниками простих та привілейованих акцій прав на акції та/або прав за акціями, передбачених законодавством, статутом та іншими внутрішніми документами товариства.
Акціонерним угодам притаманні наступні ознаки:
- дозволяють самостійно врегулювати відносини між акціонерами;
- мають «непублічний» характер;
- не дозволяють зміни своїх умов без згоди всіх учасників;
- є необов'язковими для акціонерів, що не є їх сторонами[2].

## Основні питання, які регулюються акціонерними угодами
В частині управління акціонерним товариством
- обов'язковість явки акціонерів, які її підписали на загальні збори
- обов'язковість голосування акціонерів з певних питань
- особливий порядок висування та обрання членів наглядової ради і правління

В питаннях, пов'язаних з відчуженням акцій
- переважне право акціонерів, які уклали угоду, на придбання акцій інших підписантів угоди
- заборона на відчуження акцій протягом певного часу
- обов'язковість продажу акцій у певних випадках

Питання пов'язані з вирішенням конфліктних ситуацій
Питання фінансування діяльності компанії
Питання розподілу прибутку

## Проблеми з виконанням в Україні
Рекомендації ВГСУ № 04-5/14 від 28.12.2007 містять висновок про те, що питання корпоративного управління можна врегульовувати угодою, що укладається між акціонерами, тільки у випадках, прямо передбачених законом. Такі угоди не можуть змінювати положень закону або статуту товариства, обмежувати права інших акціонерів. У разі, якщо положення угоди суперечать цій вимозі, то вони можуть бути визнані судом недійсними.
Схожу позицію зайняв і Пленум ВСУ в постанові від 24.10.2008 року № 13. Згідно з нею норми, які регулюють відносини між засновниками (учасниками) господарських товариств щодо формування їх органів, визначення їх компетенції, процедури скликання загальних зборів та визначення порядку прийняття рішень на зборах є імперативними, а їх недотримання є порушенням публічного порядку. Також Пленум визнав нікчемними акціонерні угоди, що передбачають підпорядкування відносин щодо управління товариством іноземному праву і заборонив передавати корпоративні спори, пов'язані з діяльністю українських господарських товариств на розгляд міжнародним комерційним арбітражним судам.

## Способи укладення акціонерних угод
Не зважаючи на неприйняття акціонерних угод судовою гілкою влади, їх укладення все ж залишається можливим у наступних формах:
- укладення угод між іноземними акціонерами українських акціонерних товариств. Воно дозволяє виконати угоду за межами України і у відповідності до законодавства країни, яку обирають сторони.

- укладення угод стосовно питань, можливість врегулювання яких на рівні угод між акціонерами прямо або побічно передбачена законодавством або врегулювання яких на рівні акціонерних угод прямо не заборонено судами (наприклад, щодо обмежень і обов'язків, пов'язаних з відчуженням акцій.

- укладення акціонерних угод, які хоча й суперечать позиції ВГСУ і Пленуму ВСУ, але відповідають цивільному законодавству і ЗУ «Про акціонерні товариства». Можливість укладення таких угод досягається за рахунок принципу свободи договору, який дозволяє врегульовувати будь-які питання, не врегульовані законодавством та / або положеннями статуту.